# Giuseppe Pardini
Giuseppe Pardini (Lucca, 4 dicembre 1799 – Lucca, 27 giugno 1884) è stato un architetto italiano.

## Biografia
"Nacque da Giovanni Pardini e da Annunziata Domenici. Compì studi classici presso la scuola dei Chierici Regolari di Santa Maria in Corte Orlandini a Lucca. Nel 1817 si trasferì a Roma per seguire i corsi dell'Accademia di San Luca, frequentando le tre classi di Architettura Elementare, Architettura Pratica ed Architettura Teorica, dove fu allievo di Raffaele Stern. Nel 1818 ottenne il premio di Architettura Elementare, nel 1819 quello di Ornato, nel 1820 quello di Architettura Superiore. Nel 1821 fece ritorno a Lucca dove si perfezionò presso il Regio Liceo (vedi Università di Lucca), seguendo i corsi di meccanica, idraulica, fisica e matematica. Nel 1824 fu di nuovo a Roma per approfondire gli studi presso l'Accademia di San Luca, conseguendo nel 1826 un attestato di lode per il Saggio Architettonico. In questi anni visitò i centri archeologici del Lazio e della Campania e compì viaggi nell'Italia settentrionale in particolare nel Regno Sabaudo, dove soggiornò a Genova e poi a Torino (1829). Si recò a Parigi ed in Inghilterra (1830), dove gli fu offerto l'incarico di Architetto Imperiale del nuovo stato del Brasile, incarico che fu però costretto a rifiutare.
Nel 1834 tornò definitivamente a Lucca dove fu nominato Maestro di Architettura e membro della Commissione di Incoraggiamento di Belle Arti, Arti e Manifatture; nel 1835 fu chiamato a far parte della Commissione Consultiva di Belle Arti e Monumenti; nel 1837 conseguì la Cattedra di Architettura all'Accademia di Belle Arti e fu chiamato ad insegnare alla Scuola di Incoraggiamento di Belle Arti. Sempre nel 1837 fu nominato Consultore ed Ispettore di tutte le fabbriche pubbliche del Ducato di Lucca escluse quelle dipendenti dal Regio Architetto Lorenzo Nottolini e Segretario della Deputazione degli Edili del Circondario dei Bagni Termali. Nel 1838 divenne Professore di Architettura, Prospettiva ed Ornato presso il Regio Liceo.
La prima opera architettonica eseguita fu la nuova Pieve di Marlia (1833-44), per la quale realizzò negli anni successivi gli altari a parete (1854), il pulpito (1858), l'organo (1867-73), oltre ai lavori al campanile e al progetto di una nuova Canonica. 
In questi anni eseguì a Lucca altri importanti interventi quali: il Catafalco e il Monumento funerario a Lazzaro Papi in San Frediano (1834), il progetto per un Teatro Diurno (1834), l'Altare di Sant'Agnello nella Sagrestia della Cattedrale (1835), la Lampada votiva per la Cappella del Volto Santo sempre nella Cattedrale (1836-56), il Monumento funerario a Marianna Crump Giovannetti (1837), quello alla Contessa di Montgelas in San Frediano (1842-43), il progetto per la Villa Ducale di Carlo Lodovico di Borbone alla Pieve Santo Stefano presso Lucca (1842 e 1866).
Nei decenni 1830-40 svolse un'intensa attività di rinnovamento e trasformazione di case e palazzi esistenti, espressione della politica di decoro urbano promossa da Carlo Lodovico di Borbone. Ricordiamo in tal senso nella città di Lucca la Casa Zubbani (1833), la Casa Petri (1835), il progetto di Casa De Crequy (1835), la Casa Calandrini (1836), la Casa Ricci (1836-40), le Case Cristofani (1838), la Casa Tessàndori (1839), la Casa Lunardi (1840-41); ed ancora le Case Sesti (1840-42), la Casa Dalli (1841), la Casa Barsanti (1842), la Casa Castiglioni e Benvenuti (1843), la Casa Frugoli Raffaelli (1845-46), il rinnovamento del Palazzo Andreozzi (1845-47), la Casa Stefani e Lucchesi (1846), la Casa Micheli (1846-47), la Casa Tucci (1848).
Nel territorio del Ducato: la Casa Borrini a Compito (1844-45), la Villa della Contessa de' Nobili a Monte San Quirico (1844-45), la Villa Buzzaccherini a San Lorenzo a Vaccoli (1846), le Case Cherubini (1847) e la Casa Amadei (1849) ai Bagni di Lucca. Nel Granducato di Toscana lavorò al Palazzo Magnani a Pescia (1835-37).
Proprio ai Bagni di Lucca, località di villeggiatura di fama internazionale, lavorò a una serie di interventi per la colonia di stranieri ivi presente: il progetto di Casa colonica neogotica (1836), il Regio Casino dei Giuochi al Ponte a Serraglio (1837-39), la Casa di Jules Janin (1838-43), la Casa Niccolai o Hotel de Russie al Ponte a Serraglio (1839-40), la neogotica Chiesa Inglese al Bagno alla Villa (1839-42), il Pulpito nella Chiesa del Bagno alla Villa (1841), il progetto per il Foro Carlo Lodovico o Piazza Borbonica al Ponte a Serraglio (1841), il progetto per le Terme Carlo Lodovico al Bagno alla Villa (1841-44), la Villa Gregory (1851), il Ponte dell'Ospedale Demidoff sul Torrente Camaione (1851-52).
Coevi agli interventi ai Bagni il Teatro Animosi a Carrara (1836-40), i Teatri Pantera (1838-46) e Castiglioncelli (1845) a Lucca e quello non realizzato per Castelnuovo Garfagnana (1846).
Il 5 maggio 1837 morì a Mosca il fratello Cosimo; il 22 maggio 1838 morì a Lucca la madre. 
Nel 1840 sposò Luisa Bongi dalla quale ebbe tre figli: Guido, Leonello e Bona.
Sempre a Lucca lavorò all'Accademia delle Stanze Civiche (1836-63) e al Regio Liceo (1843-46), al Real Collegio dove costruì il Salone delle Adunanze in occasione del Congresso degli Scienziati Italiani del 1843; compì lavori alle Scuole infantili in Santa Giustina (1840) e all'Orto Botanico (1842-43); realizzò la Stazione Ferroviaria (1841-47) e la nuova sede del Tribunale e Camera di Commercio (1845-47); ideò i progetti di un grande ospizio sulla strada modenese (circa 1840), della Scuderia Ducale di Camaiore (circa 1840) e del Conservatorio di Seravezza (circa 1840-45).
Operò nel campo dell'architettura religiosa con il Pulpito di Sant'Andrea di Compito (circa 1840) e quello di San Pietro a Vico (circa 1840), l'Altare nella Chiesa di San Cassiano a Controne (1841-42) e quello nella Chiesa di Montefegatesi (1841-42), il progetto per la nuova Chiesa del Castello di Nozzano (1841) e quello per l'ampliamento della Chiesa di San Pietro a Castelnuovo Garfagnana (1844-49), i lavori alla Chiesa di Toringo (1849).
Fu architetto degli Ospedali ed Ospizi della città di Lucca; nel 1844 si recò nel Regno Sabaudo per visitare gli ospedali di Torino; eseguì lavori all'Ospedale di Camaiore (1844-47) e negli anni successivi a quello di Pietrasanta (1856), all'Ospizio per i Bagni Marini di Viareggio (1862-69) e all'Ospedale di Carrara (1873).
A seguito della cessione del Ducato di Lucca al Granducato di Toscana, avvenuta nel 1847, assistiamo ad un periodo di relativa stasi costruttiva. Di fatto, come buona parte dei personaggi legati al vecchio Ducato, il Pardini fu epurato. Malgrado le istanze presentate al Granduca di Toscana e al Direttore dello Scrittoio delle Regie Fabbriche, non fu confermato nella carica di Consultore ed Ispettore di tutte le fabbriche pubbliche dell'ex Ducato. In questi anni continuò ad insegnare presso l'Accademia di Belle Arti e si dedicò alla stesura di un'importante opera storiografica, rimasta però inedita, il Saggio sull'Architettura degli Etruschi (1857-58). L'attività si ridusse a pochi interventi: i lavori alla Villa del Barone Tossizza al Pian della Rocca presso Segromigno in Piano (1851-52), la Casa Giovannetti (1854) e la Casa Paoli (1856) a Lucca.
L'Unità d'Italia segnò una ripresa dell'attività architettonica: risalgono a questi anni la nuova sede dell'Accademia di Belle Arti (1861-62), il Palazzo Paoli (1865) e il progetto di Palazzo Chelini (1865) a Lucca, il progetto per il Monumento a Cavour a Torino (1863).
Nel 1868 in qualità di architetto degli Ospedali ed Ospizi fu incaricato di realizzare il nuovo Manicomio di Fregionaia presso Lucca, per il quale aveva già eseguito vari interventi di manutenzione e di trasformazione: fu questo uno dei cantieri più impegnativi, che lo vide impegnato fino agli anni Ottanta.
Contemporaneamente gli fu affidata la realizzazione del nuovo Ospedale Civico di Lucca (1869-84) che fu edificato nell'area prospiciente il Piazzale di San Donato, occupata da costruzioni appartenenti all'ex Convento di Santa Giustina. Legati alla costruzione dell'Ospedale Civico sono i lavori all'Ospizio di San Luca (1869-71), per traslocarvi le Orfane di Santa Giustina, quelli di riparazione alle Case Carelli (1871), Gelli (1879), Ricci (1879) e il Monumento a Caterina Nicolai Secchi all'interno dell'Ospedale (1880).
Nel territorio dell'antico Ducato eseguì l'Altare nella Chiesa di San Michele a Moriano (1859), il Campanile della Chiesa di Sant'Andrea di Compito (1862), il progetto di una nuova Chiesa a Segromigno in Piano (1863-65), la Chiesa a Corsena (1864), il progetto degli arredi per la Chiesa di Monte San Quirico (1864-68), il progetto di Tabernacolo per la Badia di Camaiore (1868), il progetto per la Chiesa e il Campanile di Mutigliano (1870-71), la Chiesa di Montuolo (1875), il progetto per San Donato di Controne (circa 1878), il progetto di Croce Votiva per Segromigno al Monte (circa 1880). In provincia di Pisa si occupò del progetto di ampliamento della Chiesa Primaziale di Buti (1873),
Una parte consistente della sua attività architettonica si svolse nell'ambito del restauro dei monumenti, con una serie di interventi che interessarono la città di Lucca e il suo territorio in un arco temporale compreso tra la fine degli anni Quaranta e la fine degli anni Settanta.
A Lucca curò i restauri delle Chiese di San Pellegrino (1836), Sant'Agostino (1839), San Pietro Somaldi (1841 e 1874), San Giovanni (1842), San Cristoforo (1842-44), Santa Maria Forisportam (1874-77) e soprattutto della Basilica di San Frediano (1840-70) e della Chiesa di San Michele in Foro (1849-76).
Nel territorio restaurò le Chiese di San Michele a Fondagno (1839-42), di Anchiano (1839-44), di San Gemignano di Controne (1840-48), di San Martino a Pietrasanta (1852 e 1874), di San Pietro a Castelnuovo Garfagnana (1859); restaurò anche la Badia di Camaiore (1864), il Campanile della Pieve di Diecimo (1856 o 1863), la Torre campanaria di Altopascio (1866), San Giovanni Battista a Santa Maria del Giudice (1873-77), la Chiesa di San Lorenzo a Vaccoli (1871-73) e quella di San Ginese di Compito (1864-69).
Fu Cavaliere dell'Ordine Mauriziano, membro della Società d'Incoraggiamento per le Arti, i Mestieri e l'Agricoltura, della Guardia Civica di Lucca, della Società Mineralogica Nerici e Compagni. Fece parte della R. Accademia Lucchese di Belle Arti, della Commissione Consultiva di Belle Arti della Provincia di Lucca e dell'Accademia Lucchese di Scienze, Lettere ed Arti. Nel 1872 fu nominato Membro Onorario dal Collegio dei Costruttori Italiani di Milano. Nel 1880 fu insignito del titolo di Accademico di Merito dall'Accademia di San Luca, alla quale inviò in omaggio il progetto di Villa per facoltoso Signore (1881).
Per i Borbone compì lavori al Regio Palazzo nella Tenuta di Viareggio (1866) e alla Villa di Maria Teresa di Savoia Borbone a San Martino in Vignale (1866-68); eseguì inoltre il Monumento funerario di Maria Luisa e della Augusta Bambina (circa 1880) e la trasformazione della Cappella di famiglia nella Tenuta di Viareggio (1881-83).
Morì a Lucca il 27 giugno 1884. Nello stesso anno furono pubblicate le monografie di Enrico Del Carlo Sul feretro del Professore Architetto Cav. Giuseppe Pardini e di Bernardino Poli Alla cara memoria del Cav. Architetto Giuseppe Pardini di Lucca".
Tratto da C. Cordoni, Scheda su Giuseppe Pardini, in Guida agli Archivi di architetti e ingegneri del Novecento in Toscana, Edifir, Firenze 2007, pp. 265–271.